# Киево-Святошинский район
Ки́ево-Свято́шинский райо́н (укр. Ки́єво-Свято́шинський райо́н) — упразднённая в 2020 году административная единица в центре Киевской области Украины. Административным центром района был город Киев.

## География
Площадь — 726 км².
Основные реки — Ирпень, Нивка.
Район граничит на севере с Бородянским и Вышгородским, на юге — с Васильковским и Обуховским, на западе — с Макаровским районами Киевской области, на востоке — с городом Киевом.

## История
Целый ряд административно-территориальных изменений проходил в течение всего периода до социалистической революции. Но Киевский уезд входил в состав Киевской губернии. С декабря 1845 года до революции значительных изменений не произошло. Киевская губерния делилась на 12 уездов, 203 волости, из них Киевский уезд на 18 волостей, куда входили: Белгородская, Хотовская.
В первые годы советской власти в территориальном разделении Киевской губернии произошли незначительные изменения. 27 апреля 1921 года было издано постановление ВУЦПК о включении Переяславского уезда в состав Киевской губернии. Киевская губерния делилась на 12 уездов, Киевский уезд на 20 волостей, Стоянская, Хотовская, Шпитьковская. 3—15 сентября 1920 года Киевский округ, как и все остальные, был ликвидирован. С этого времени и до создания областей районы подчинялись непосредственно центру. После реформы 1930 на Киевщине[прояснить] осталось два самостоятельных города: Киев и Бердичев, подчиненные центру — Харькову, а также 19 районов и 1 горисполком.[прояснить] Киевскому горисполкому подчинялись следующие 48 сельских и 3 поселковых исполкома, из них Белогородский, Бобрицкий, Гатнянский, Горбовичский, Гореничский, Горенский, Мощунский, Петропавловско-Борщаговский, Петрушкивский, Почтово-Витянский, Княжицкий, Крюковщинский, Лесниковский, Михайловско-Рубежовский, Мостыщенский, поселковые исполкомы: Софиевско-Борщаговский, Тарасовский, Ходосеевский, Шпитьковский, Юровский.
4 апреля 1937 года Президиум ЦИК УССР издал постановление о создании административных районов на территории пригородных зон городских Советов областных центров. Были созданы Броварский и Киевский (Святошинский) районы. В состав Киевского (Святошинского) района вошло 33 сельские советы и 3 селишних совета: Белогородский, Бобрицкий, Гатнянский, Горбовичский, Гореничский, Горенский, Мощунский, Петропавловско-Борщаговский, Петрушкивский, Почтово-Витянский, Княжицкий, Крюковщинский, Лесниковский, Михайловско-Рубежовский, Мостыщенский, поселковые исполкомы: Софиевско-Борщаговский, Тарасовский, Ходосиивський, Шпитькивський, Юровский, Ходосеевский сельсовет в составе Обуховского района.
5 августа 1944 года был издан указ Президиума Верховного Совета УССР «О переименовании, уточнения и внесения изменений в названия некоторых городов, районных центров Украины». Согласно этому указу Киевский (Святошинский) район переименован в Киево-Святошинский район.
30 декабря 1956 года решением исполнительного комитета Киевского областного совета народных депутатов город Боярку перевели к категории городов районного подчинения с. Боярка — Будаевка с присвоением наименования Боярка. 21 марта 1957 Указом Президиума Верховного Совета УССР в черту города Киева были включены следующие пункты Киево-Святошинского района: Пирогово и Чапаевка, поселок Днепровского пароходства остров «Жуковка», поселок Феофания, зона дачных поселений в урочище Конча-Заспа. Пироговский сельский совет был ликвидирован.
4 ноября 1957 года решением Киевского облсовета населенные пункты Новая Боярка, Новая Тарасовка включены в черту города Боярка Киево-Святошинского района.
15 февраля 1958 г. решением Киевского облсовета Романовский сельский совет Киево-Святошинского района ликвидирован с передачей населенного пункта в границу г. Ирпень Киево-Святошинского района. Вновь поселок Вишневое включено в зачетные данные и подчинил его Крюковщинский сельсовет Киево-Святошинского района. 13 февраля 1960 г. решением Киевского облисполкома поселок Вишневое Крюковщинского сельского совета Киево-Святошинского района отнесено к категории поселка городского типа.
20 декабря 1960 года решением Киевского облисполкома Мироцкий сельсовет Бородянского района передан в состав Киево-Святошинского района (там же, 1961. № 3, стр. 218, 220).
18 августа 1962 года решением Киевского облисполкома село Вышгород Киево-Святошинского района отнесено к категории посёлков городского типа. (Там же, в 1962 г. № 35, стр. 666).
30 декабря 1962 года вышел указ Президиума ВС РСФСР «Об отношении и подчинении областных (промышленных) Советов депутатов трудящихся городских поселений УССР» (там же, 1963 № 2 стр. 24—25, 25—30). В ведение областных (промышленных) Советов были переданы следующие города Киевской области с подчинением советам населенных пунктов: г. Ирпень, г. Боярка, г. Вишневое. 30 декабря 1962 был издан указ Президиума ВС РСФСР «Об увеличении сельских районов Украинской ССР» (там же, 1963. № 2, стр. 32—39). Была уменьшено 19 районов, осталось 12 районов, из них Киево-Святошинский (центр г. Киев) в составе сельского совета Киево-Святошинского района.
1 июня 1962 года решением облисполкома Бузовский и Лычанский сельские советы Макаровского района были переданы в состав Киево-Святошинского района.

## Демография
Население района составляет 154 354 человека (данные 2006 г.), в том числе в городских условиях проживают около 72 447 человек. Всего насчитывается 52 населенных пункта.

## Административное устройство
Количество советов:
- городских — 2
- поселковых — 1
- сельских — 25

Количество населённых пунктов:
- городов районного значения — 2
- посёлков городского типа — 1
- сёл — 49

## Населённые пункты
Список населённых пунктов района, упорядоченный по алфавиту, находится внизу страницы
| - Боярский городской совет город Боярка - Вишнёвый городской совет город Вишнёвое - Чабановский поселковый совет пгт Чабаны село Новосёлки - Белогородский сельский совет село Белогородка село Шевченково - Бобрицкий сельский совет село Бобрица - Бузовской сельский совет село Любимовка село Бузовая село Буча село Гуровщина село Хмельная - Вито-Почтовый сельский совет село Вита-Почтовая село Юровка - Гатненский сельский совет село Гатное - Гореничский сельский совет село Гореничи село Гнатовка село Лука село Стоянка - Горенский сельский совет село Горенка село Мощун - Дмитровский сельский совет село Дмитровка село Капитановка село Милая село Петрушки - Заборский сельский совет село Заборье - Княжичский сельский совет село Княжичи село Жорновка - Крюковщинский сельский совет село Крюковщина | - Лычанский сельский совет село Лычанка - Лесниковский сельский совет село Лесники - Малютянский сельский совет село Малютянка село Иванков - Мироцкий сельский совет село Мироцкое - Михайловско-Рубежовский сельский совет село Михайловка-Рубежовка село Забучье - Музычанский сельский совет село Музычи село Неграши - Петровский сельский совет село Святопетровское - Петропавловско-Борщаговский сельский совет село Петропавловская Борщаговка село Чайки - Софиевско-Борщаговский сельский совет село Софиевская Борщаговка - Тарасовский сельский совет село Тарасовка село Новое - Ходосовский сельский совет село Ходосовка - Хотовский сельский совет село Хотов село Кременище село Круглик - Шпитьковский сельский совет село Шпитьки село Горбовичи село Лесное село Мрия |